# Eloi de Souza Garcia
Eloi de Souza Garcia (Santa Rita do Sapucaí, 1 de dezembro de 1944) é um pesquisador brasileiro, membro titular da Academia Brasileira de Ciências na área de Ciências Biomédicas desde 17 de dezembro de 1987.
Eloi foi presidente da Fundação Oswaldo Cruz de 1997 a 2000.
Foi condecorado na Ordem Nacional do Mérito Científico.